# 레이철 트루
레이철 트루(Rachel True, 1966년 11월 15일 ~ )는 미국의 배우이다.

## 출연 작품
- CB4 (1993)
- 뱀파이어 (1995)
- 크래프트 (1996)
- 어디에도 없는 영화 (1997)
- 투 트러블 (1998)
- 헌티드 아파트 (1999, The Apartment Complex)
- The Big Split (1999)
- Love Song (2000)
- 파티는 시작되었다 (2000, Groove)
- 뉴 베스트 프렌드 (2002, New Best Friend)
- The Perfect Holiday (2007)
- White Room: 02B3 (2012) - 단편
- 블러드 레이크: 어택 오브 더 킬러 램프리 (2014)

### 텔레비전
- 베벌리힐스 아이들 (1990)
- 코스비 가족 만세 (1984)
- Once and Again (1999-2000)
- The Drew Carey Show (2002)